# Odessa (California)
Odessa è una città fantasma degli Stati Uniti d'America situata nella Contea di Kings, nello Stato della California. Si trova sulla linea principale della BNSF Railway a una distanza di circa 6,4 km a sud di Hanford.